# بیوا
بیوا (انگلیسی: Biwa) یک لوت (ساز) ژاپنی است که اغلب در داستان‌سرایی داستان استفاده می‌شود.